# Meritre
Meritre va ser una princesa i reina egípcia de la XIX dinastia. Era filla i esposa de Ramsès II.
Fins a dia d'avui només se la coneix per una estàtua colossal de Ramsès que es va trobar a Tanis, on apareix com a una petita figura entre les cames del rei. En inscripció que en fa referència, parcialment destruïda, s'hi pot llegir l'estimada filla del rei, l'esposa del rei Meritre. Bintanath, la Gran Esposa Reial, també hi està representada en forma de relleu a un costat. Meritre podria haver estat casada amb el rei aproximadament al mateix temps que Bintanath, és a dir, entre els anys 34 i el 42 del regnat de Ramsès II.